# Brittanichthys
Brittanichthys är ett släkte av fiskar. Brittanichthys ingår i familjen Characidae.
Kladogram enligt Catalogue of Life:
| Brittanichthys | \| \| Brittanichthys axelrodi \| \| \| \| \| \| Brittanichthys myersi \| \| \| \| |
|                | \| \| Brittanichthys axelrodi \| \| \| \| \| \| Brittanichthys myersi \| \| \| \| |
|                | Brittanichthys axelrodi                                                           |
|                |                                                                                   |
|                | Brittanichthys myersi                                                             |
|                |                                                                                   |